# Cranworth
Cranworth – wieś w Anglii, w hrabstwie Norfolk, w dystrykcie Breckland. Leży 26 km na zachód od Norwich i 142 km na północny wschód od Londynu.
W 2001 miejscowość liczyła 440 mieszkańców.